# Славно (гмина, Славенский повет)
Славно (пол. Sławno) — сельская гмина (волость) в Польше, входит как административная единица в Славенский повет, Западно-Поморское воеводство. Население — 8802 человека (на 2005 год).

## Соседние гмины
1. Славно
2. Гмина Дарлово
3. Гмина Малехово
4. Гмина Постомино
5. Повет-славеньски
6. Гмина Полянув
7. Повет-кошалиньски
8. Гмина Кемпице
9. Гмина Кобыльница
10. Повет-слупски
11. Воевудзтво-поморске